# Western Soccer Alliance
La Western Soccer Alliance fue una liga de fútbol de Estados Unidos y Canadá que existió de 1985 a 1990.

## Historia
La liga fue creada en 1985 luego de la desaparición de la NASL en 1984 y de la United Soccer League en 1985, aunque la liga inició con problemas con los equipos de Los Ángeles con sus sedes y horarios y con los de Edmonton con la colocación de los partidos de local en el calendario de temporada, pero la idea principal de la liga era la de crear Super Equipos representantes de cada ciudad del oeste, y cada ciudad sede de estos Super Equipos sería sede de cada jornada de la liga (en su primera temporada). Algunos de estos equipos eran aficionados y otros eran con bases de equipo profesional, aunque los equipos de categoría aficionada tenían la ventaja de elegir a jugadores universitarios de la NCAA para reforzar sus planillas.
La liga desapareció en 1990 luego de que se fusionara con la American Soccer League para crear a la APSL.

## Nombres
- 1985 - Western Alliance Challenge Series
- 1986/88 - Western Soccer Alliance
- 1989 - Western Soccer League

| 1985 | San Jose Earthquakes (1) | Victoria Riptides            |                 |
| 1986 | Hollywood Kickers (1)    | FC Portland                  | Brent Goulet    |
| 1987 | San Diego Nomads (1)     | FC Seattle                   | Joe Mihaljevic  |
| 1988 | FC Seattle Storm (1)     | San Diego Nomads             | Scott Benedetti |
| 1989 | San Diego Nomads (2)     | San Francisco Bay Blackhawks | Steve Corpening |

### ASL/WSL
| 1989 ASL/WSL Championship | 1989 ASL/WSL Championship    | 1989 ASL/WSL Championship | 1989 ASL/WSL Championship | 1989 ASL/WSL Championship | 1989 ASL/WSL Championship | 1989 ASL/WSL Championship |
| Año                       | Campeón                      | Finalista                 | Resultado                 | Sede                      | Ciudad                    | Asistencia                |
| ------------------------- | ---------------------------- | ------------------------- | ------------------------- | ------------------------- | ------------------------- | ------------------------- |
| 1989                      | Fort Lauderdale Strikers (1) | San Diego Nomads          | 3-1                       | Spartan Stadium           | San José, California      | 8,632                     |

## MVP
- 1986 - Paul Caligiuri, San Diego Nomads
- 1987 - Brent Goulet, FC Portland
- 1988 - Marcelo Balboa, San Diego Nomads
- 1989 - Kasey Keller, Portland Timbers

## Participantes
- Arizona Condors (1989)
- California Kickers (1987–89); Hollywood Kickers (1986)
- Edmonton Brickmen (1986)
- Los Angeles Heat (1986–89)
- FC Portland (1985–88); Portland Timbers (1989)
- New Mexico Chiles (1990)
- Real Santa Bárbara (1989–1990)
- Sacramento Senators (1989)
- San Diego Nomads (1986–89)
- San Francisco Bay Blackhawks (1989)
- San Jose Earthquakes (1985–88)
- FC Seattle (1985–87); Seattle Storm (1988–89)
- Victoria Riptides (1985)